# Danilo Florencio
Danilo Florencio, dit Danny Florencio, né le 5 septembre 1947 à Quiapo, Manila (en) aux Philippines et mort le 25 février 2018 à Pittsburgh aux États-Unis, est un joueur et entraîneur philippin de basket-ball.

## Palmarès
- Champion d'Asie 1967
- Finaliste du championnat d'Asie 1971